# Ein Sommernachtstraum (1969)
Ein Sommernachtstraum (frz. Le songe d'une nuit d'été) ist ein französischer TV-Film aus dem Jahr 1969 nach dem gleichnamigen Stück Ein Sommernachtstraum von William Shakespeare in der Regie von Jean-Christophe Averty.
Seine deutsche Erstausstrahlung erlebte die Mischung aus Real- und Trickfilm am 22. Dezember 1971 auf den Sendern WDR, BR und SFB. Im HR3 lief er am 20. Mai 1972, im NDR am 14. Januar 1973.

## Handlung
Die vier Liebenden Hermia, Helena, Lysander und Demetrius flüchten vor den Heiratsplänen ihrer Eltern in den Wald nahe Athen. Schlechte Voraussetzung, denn Helenas Verlobter Demetrius hat sich in Hermia verliebt. Da Helena ihren Demetrius zurückgewinnen will, verrät sie den Fluchtplan. Nun irren die vier durch das Dickicht im Reich der Elfen. Dort sorgt ein Zwist zwischen dem Elfenpaar Oberon und Titania für reichlich Verwicklungen. Denn ein Zaubertrank, aus Versehen vom Waldgeist Puck in die falschen Augen geträufelt, macht nun die jungen Männer Lysander und Demetrius verliebt in jenes Wesen, das sie nach dem Aufwachen zuerst erblicken. Nun buhlen beide um die zuvor ungeliebte Helena. Hermia wird wiederum eifersüchtig auf die Freundin. Zwischen der missgünstigen Hermia und den verliebten Galanen stehend, beginnt Helena zu verzweifeln. Während sich die jungen Leute streiten, verirren sich einige Handwerker im Wald. Einer von ihnen wird von Oberon benutzt, um auch Titania einen Streich zu spielen. Sie verliebt sich in einen Handwerker, dem Oberon einen Eselskopf angehext hat. Oberon beseitigt das Chaos, indem er das Athener Liebesquartett ein weiteres Mal in den Schlaf schickt...

## Hintergrund
Ein Sommernachtstraum ist ein frühes Werk der Videokunst. Frankreichs damals erfolgreichster Fernsehshow-Regisseur Jean-Christophe Averty ließ seine Schauspieler, zum Großteil international bekannte Filmstars wie Claude Jade, Christine Delaroche, Jean-Claude Drouot, Christiane Minazzoli und Marie Versini, vor einem Blue Screen spielen und ließ den Athener Wald und den Palast in einer Mischung aus Fresken und hypnotischen Farbspielen entstehen. Dabei wechseln auch die Größen der Akteure, die beispielsweise in Totale vor dem Closeup ihrer Partner wandern oder sich aus Malereien aus Vasen herausbegeben. Averty reizte alle damaligen tricktechnischen Möglichkeiten aus.
Im Trupp der Handwerker agiert u. a. das Komiker-Duo Michel Modo und Guy Grosso, bekannt als Berlicot und Tricart aus den Gendarm-Filmen mit Louis de Funès.

## Kritik
Maurice Clavel vom Nouvel Observateur feierte das Werk als vollkommen harmonische und ästhetische Wissenschaft und verglich den Bilderrausch mit einer Galaxie. Zu einem weiteren Wunder des Films zählte er die rasante Darstellung der Schauspielerin Claude Jade als Helena. Le Monde erklärt den TV-Film zum "Chef d'oeuvre" und France Soir spricht von einem epochemachenden Datum und einer Revolution in der Geschichte der Regie. Zur deutschen Erstausstrahlung heißt es beim WDR: "Averty, dem eher ein Zuviel als ein Zuwenig an Einfällen vorzuwerfen wäre, hat eine bunte Phantasmagorie geschaffen, vor der Kategorien wie Kunst, Kunstgewerbe oder Kitsch versagen."
Filmdienst: "Im Wald vor Athen entspinnt sich ein Verwirrspiel zwischen dem Elfenkönig und seiner Frau, in das vier junge Liebende und eine Gruppe von Handwerkern hineingezogen werden. Französische Fernsehverfilmung des vielfach adaptierten Theaterstücks von William Shakespeare, die durch den Einbezug innovativer Videotechniken und die phantasievolle Ausstattung und Nutzung von Montagetechniken Ende der 1960er-Jahre Neuland betrat."